# معرض أعلام الدول
أعلام دول العالم مرتبة ترتيباً جغرافياً

## المغرب العربي

علم موريتانيا
علم المغرب
علم الجزائر
علم تونس
علم ليبيا

## الوسط العربي

علم مصر
علم السودان
علم إريتريا
علم جيبوتي
علم الصومال
علم جزر القمر

## المشرق العربي

علم فلسطين
علم لبنان
علم الأردن
علم العراق
علم سوريا

## الجزيرة العربية

علم الكويت
علم البحرين
علم قطر
علم السعودية
علم الإمارات
علم عمان
علم اليمن

## آسيا

### آسيا الوسطى

علم كازاخستان
علم قيرغيزستان
علم طاجيكستان
علم أوزبكستان
علم تركمنستان
علم أفغانستان

### شرق آسيا

علم جمهورية الصين الشعبية
علم تايوان
علم اليابان
علم كوريا الجنوبية
علم كوريا الشمالية
علم منغوليا

### جنوب شرق آسيا

علم بورما
علم تايلند
علم لاوس
علم فيتنام
علم كمبوديا
علم الفلبين
علم ماليزيا
علم بروناي
علم سنغافورا
علم إندونيسيا
علم تيمور الشرقية

### جنوب آسيا

علم بنغلاديش
علم بوتان
علم نيبال
علم الهند
علم باكستان
علم سريلانكا
علم مالديف

### غرب آسيا

علم إيران
علم أذربيجان
علم أرمينيا
علم جورجيا
علم تركيا
علم قبرص
علم شمال قبرص

## أفريقيا

### شرق أفريقيا

علم إثيوبيا
علم جنوب السودان
علم أوغندا
علم رواندا
علم بوروندي
علم تنزانيا
علم كينيا
علم سيشل
علم موريشيوس
علم مدغشقر
علم موزمبيق
علم مالاوي
علم زامبيا
علم زيمبابوي

### الجنوب الأفريقي

علم بوتسوانا
علم ناميبيا
علم جنوب أفريقيا
علم ليسوتو
علم سوازيلاند

### وسط أفريقيا

علم أنغولا
علم جمهورية الكونغو الديمقراطية
علم جمهورية الكونغو
علم الغابون
علم غينيا الاستوائية
علم ساو تومي وبرينسيب
علم الكاميرون
علم أفريقيا الوسطى
علم تشاد

### غرب أفريقيا

علم النيجر
علم مالي
علم بوركينا فاسو
علم نيجيريا
علم بنين
علم توغو
علم غانا
علم ساحل العاج
علم ليبيريا
علم سيراليون
علم غينيا
علم غينيا بيساو
علم السنغال
علم غامبيا
علم الرأس الأخضر

## أوروبا

### أوروبا الشمالية

علم آيسلندا
علم النرويج
علم السويد
علم فنلندا
علم إستونيا
علم لاتفيا
علم ليتوانيا
علم الدنمارك
علم المملكة المتحدة
علم أيرلندا

### أوروبا الجنوبية

علم البرتغال
علم إسبانيا
علم جبل طارق
علم مالطا
علم إيطاليا
علم اليونان
علم ألبانيا
علم مقدونيا
علم بلغاريا
علم صربيا
علم كوسوفو
علم الجبل الأسود
علم البوسنة والهرسك
علم كرواتيا
علم سلوفينيا
علم سان مارينو
علم الفاتيكان
علم اندورا

### أوروبا الغربية

علم فرنسا
علم بلجيكا
علم هولندا
علم لوكسمبورغ
علم ألمانيا
علم سويسرا
علم ليختنشتاين
علم النمسا

### أوروبا الشرقية

علم التشيك
علم بولندا
علم سلوفاكيا
علم المجر
علم رومانيا
علم مولدوفا
علم أوكرانيا
علم روسيا البيضاء
علم روسيا

## أمريكا الشمالية

### أمريكا الشمالية

علم كندا
علم المكسيك
علم الولايات المتحدة

### جزر الكاريبي

علم أنتيغا وباربودا
علم البهاما
علم بربادوس
علم كوبا
علم دومينيكا
علم جمهورية الدومنيكان
علم غرينادا
علم هايتي
علم جامايكا
علم سانت كيتس ونيفيس
علم سانت لوسيا
علم سانت فنسينت والجرينادينز
علم ترينيداد وتوباجو

### أمريكا الوسطى

علم بليز
علم كوستاريكا
علم السلفادور
علم غواتيمالا
علم هندوراس
علم نيكاراغوا
علم بنما

## أعلام أمريكا الجنوبية

علم الأرجنتين
علم البرازيل
علم بوليفيا
علم كولومبيا
علم تشيلي
علم الإكوادور
علم أوروغواي
علم باراغواي
علم سورينام
علم فنزويلا
علم بيرو

## أعلام دول أوقيانوسيا

علم أستراليا
علم جزر كوك
علم فيجي
علم كيريباتي
علم بابوا غينيا الجديدة
علم ولايات ميكرونيسيا المتحدة
علم جزر مارشال
علم ناورو
علم نيوزيلندا
علم نييوي
علم بالاو
علم ساموا
علم جزر سليمان
علم تونغا
علم توفالو
علم فانواتو